# Logistics
Matt Gresham, művésznevén Logistics, drum and bass DJ és zenei producer Cambridgeből (Anglia). A Hospital Records kiadó tagja, 2004 óta adja ki zenéit. Zenei stílusa főleg a gyengédebb, dallamosabb, soul stílusú drum and bass-hez tart, emellett inkább club közönséget célozza meg, mint az otthon zenét hallgatókat. Bátyja, Dan Gresham, ismertebb néven Nu:Tone, szintén drum and bass producer a Hospital Recordsnál. A srácok közösen is munkálkodnak a Nu:logic név alatt, nem kis sikert aratva.

## Biográfia
Matt az önmagának felírt zenei diétán nőtt fel, az azonos gitártémákra épülő kompozíciókon olyan zenekaroktól, mint a Rage Against The Machine és down tempo előadókon pl.: Mo’Wax.
Matt eleinte nem volt oda bátyja zenei ízléséért, Dan (Nu:Tone) végül rászoktatta a drum and bass-re a Full Cycle Records-tól a 'Music Box' nagylemezen keresztül. „Ez az LP olyan, mint a down tempo dallamok kétszer annyi ütemmel” magyarázta „mindig is tetszett a Mo’Wax féle zene, és ez az album, különösen a ’11.55’ Roni Size és DJ Die összedolgozásából ugyanazt az érzést kelti, mint amivel én is próbálkozom”.
Attól még, hogy volt egy bátyja, aki már leszerződött a Hospital Recordshoz még nem biztosította Matt automatikus bekerülését még akkor sem, amikor kiadták a Replay című számát (NHS68: Weapons of mass creation 1 sampler 2004.03.08. A, SKC and Safair: Free my soul B,…), de ezt követően Fabio és Grooverider rádió DJ-k ismertté tették, ezzel megkapta a nagy lehetőséget, hogy saját albumon dolgozhasson.
Matt a Goldsmith College-on diplomázott tervezőgrafikából. Épphogy otthagyta a főiskolát, elkészítette remekműveit, mint például: Together (NHS74), Spacejam (NHS81, Spacejam EP), The Trip (NHS86, Weapons of mass creation 2), és a Release The Pressure (NHS96), ezzel áthidalva a szakadékot az eddigi gyakran unalmas, középszerű liquid funk műfajok és a sokkal izgalmasabb, táncorientált drum and bass között.
Ez a Logistics hatás népszerűvé vált a híresebb DJ-k körében is az angliai drum and bass szcénában, Andy C és Friction figyelmét is felkeltette, ezzel az ő himnuszi alkotásai nagy részben hozzájárultak a modern Hospital hangzáshoz.
Logistics továbbá együtt tevékenykedik az azonos szülővárosból származó Commix-al (Metalheadz), valamint természetesen a testvérével, Nu:Tone-al, így alkotják a Future Sound Of Cambridge nevezetű rendkívül sikeres és termékeny formációt. Szóló művek és kollaborációk váltják egymást a CD-ken. A történet e kiadó esetében négy évvel ezelőtt kezdődött, amikor is dupla lemezes formátumban piacra került az azóta már némi bátorsággal klasszikusnak nevezhető első EP a ’Together’-rel, két korrekt Commix felvétellel ('Roots Train', 'Wurley Tune') és Nu:Tone aranyos likvidjével ('Millie’s Theme').

## Albumok
- NHS136 Reality Checkpoint (Part Two)
- NHS135 Reality Checkpoint (Part One)
- NHS134 Reality Checkpoint
- NHS128 Wide Lens EP
- NHSDL09 Medical History
- NHS114 City Life EP
- NHS112 Now More Than Ever

Debütáló albumok jönnek és mennek, de egyszer mindig jön egy olyan ami osztályoz és meghatároz egy bizonyos korszakot, a Now More Than Ever is egy ilyen. Mióta 2003-ban kirobbant a nagy himnusz a Together, Logistics egyre több sikert arat.
Az első lemez a ’Now’ tartalmazza szívfacsaró electro-t, disco-soul d&b-t melyet Logistics saját kezűleg alkotott, az eufóriától a melankóliáig eljutva néhány akkord elcsúsztatásával, Daft Punk és Calibre találkozásával mozog a halálos hangcsapásig.
A második lemezen a ’More Than Ever’-n hallhatunk ropogós, ütősen alternatív, keményebb hangzású dallamokat, mint az ’Inhale’ és a ’The Divide’ amitől minden drum and bass DJ, Andy C-től LTJ Bukem-ig, Fabio és Grooverideren keresztül mindenki dühbe gurul.
Teljes egészében ez a 25 szám vezet egy átfogó szónikus utazásba.
NHS96 Release The Pressure EP
NHS81 Spacejam EP

## További érdekességek
- https://www.myspace.com/logistics_hospitalrecord
- http://www.hospitalrecords.com/
- https://www.myspace.com/logisticsnmte